# هیلرز
هیلرز (به آلمانی: Hillerse) یک شهر در آلمان است که در گیفهورن واقع شده‌است. هیلرز ۲٬۶۱۸ نفر جمعیت دارد.